# Dusan-dong
Dusan-dong (koreanska: 두산동)  är en stadsdel i staden Daegu i den sydöstra delen av Sydkorea, 240 km sydost om huvudstaden Seoul. Den ligger i stadsdistriktet Suseong-gu.